# Русская салонная собака
Русская салонная собака (другое название породы русалка, от «Русская салонная собака») — порода декоративных собак, авторская декоративная порода, выведенная на основе йоркширского терьера, ши-тцу и длинношёрстного той-терьера с примесью других фенотипически схожих собак.
Работа над породой начата в 1996 году, признана РКФ как породная группа в 2013 году, представлена на международном уровне во время проведения WDS-2016.
В отличие от йоркширского терьера, на которого русалка довольно сильно похожа внешне, у собак этой породы имеется небольшой подшёрсток, что делает структуру шерсти более объемной и рыхлой. А так же в этой породе возможны все окрасы, за исключением окраса йоркширского терьера.
В силу своего характера и темперамента русалка может содержаться в качестве собаки-компаньона.
Русалка неоднократно становилась предметом внимания не только специалистов, но и прессы: на телеканале НТВ выходил сюжет, посвященный этой молодой породе, а в «Коммерсанте» выходила статья о них.

## История породы
Русская салонная собака создана путём сложного скрещивания различных пород миниатюрных собак по авторской методике создательницы породы. Юлия Александровна Лакатош, создавшая эту породу — зооинженер и кинолог из Москвы, здесь же она работала над своей породой. В работе над породой использованы методы сложного многопородного скрещивания с использованием трёх основных пород и целого ряда дополнительных. Точный перечень использованных при создании Русалки пород держится в секрете автором породы. При отборе селекционных особей и работе над породой использовались современные разработки в области зоотехнической науки, генетическое тестирование окрасов и наследственных заболеваний всех особей, участвующих в племенной программе, что позволило получить достаточно здоровую, лишённую многих проблем декоративных пород, собаку.
У породы есть и критики, считающие эту работу бесперспективным проектом. Несмотря на это, уже сейчас существует несколько питомников, занимающихся разведением русалок, есть и клубы любителей этой породы.

## Характер
Порода выводилась как миниатюрная собака-компаньон, а не просто декоративная собака, поэтому формированию характера породы уделяли много внимания.
Русская салонная собака имеет устойчивую психику и уравновешенный активный темперамент при отсутствии агрессии как к людям, так и к другим животным, что указано в официальном стандарте, который можно найти на сайте РКФ. Собака дружелюбная, настроена на открытое общение и взаимодействие с людьми, игрива, заинтересована в обучении и контакте с хозяином. При активном темпераменте собака не является суетливой, навязчивой или шумной. Русалки не отличаются частым лаем без надобности.
Хорошо уживаются с другими животными и детьми, при контакте с чужими людьми сдержаны, но спокойно позволяют себя касаться.

## Внешний вид

Русалка — миниатюрная собака, средний вес от 1,8 кг до 3,5 кг, рост в холке около 20 см, но встречаются особи с разбросом от 18 до 28 см.
Компактное пропорциональное телосложение, корпус несколько растянут. Голова округлая, морда среднего размера с высокой лобной частью и прямой спинкой носа чёрного цвета. Глаза имеют овальную форму и всегда тёмный цвет.
Тело плотное, с прямой спиной, ярко выраженной холкой и хорошо развитой грудной клеткой.
Хвост имеет серповидную форму, посажен высоко, может быть купирован на 1/3.
Конечности ровные и не очень длинные, что создает ощущение слегка приземистого силуэта.
Главная особенность этой породы - разнообразие возможных окрасов.

## Отличие от йоркширского терьера
Внешне собаки породы русалка заметно напоминают йоркширского терьера, который стал одной из трёх основных пород, использованных при создании Русской салонной собаки, однако между этими двумя породами есть ряд довольно существенных различий.
Так, у йоркширкского терьера конечности по отношению к корпусу длинные, у русалки короткие.
У йорков допустим только один окрас, сизо-стальной с рыжими отметинами на некоторых участках тела, тогда как у русалок возможен любой окрас. Окрасы в этой породе делятся на две группы: "рыжие" и "все другие". "Рыжие" включают в себя все окрасы рыжей гаммы, от светлого-кремового до почти красного, "другие окрасы" - черный, коричневый, подпалый, мраморный, тигровый. При любом окрасе возможны белые пятна.
Ещё одним заметным отличием является структура шерсти. У йоркширского терьера шерсть мягкая и гладкая, полностью лишённая подшёрстка, а у русалок она объемная и имеет подшёрсток.

## Особенности ухода и груминга
Русская салонная собака удобна как для домашнего содержания, так и для выставочной работы, поскольку в стандарте породы разрешён почти любой вариант груминга и представлено три разнотипных основных стрижки шерсти для выставки и для дома, при этом у них нет специальных выставочных требований по стрижкам к длине шерсти в целом. Все три основные стрижки указаны в комментарии к стандарту породы, а единственным общим элементом у них, обязательным для выставки, является наличие бантика на чёлке. В этом стандарт Русалки схож с выставочным стандартом йоркширского терьера, у которого наличие такого бантика на чёлке также обязательно.
Эта особенность — наличие разнотипных стрижек, допустимых для участия в выставке — значительно отличает Русалку от большинства длинношёрстных декоративных пород, у которых обычно может применяться только стандартно разрешённая подготовка шерсти и определённая выставочная длина шерсти.
К стрижке Русалок предъявляется два основных простых требования:
1) стрижка должна быть выполнена аккуратно
2) прическа не должна сковывать движений собаки.
Также приветствуется украшение шерсти собаки для придания ей красоты и индивидуальности, но не является обязательным. Для устранения трудностей в экспертизе качества шерсти в стандарт вводится пункт, по которому необходимо оставлять прядь волос в естественном (не стриженном) виде на голове, между ушами, для оценки её природной структуры.
Купать собак этой породы рекомендуется раз в 2-3 недели. Более частое купание приводит к нарушению защитного слоя шерсти, она теряет упругость и цвет. Для купания и ухода за шерстью используют только мягкие шампуни и кондиционеры, не рекомендуется без необходимости использовать уходовые масла. Расчёсывать длинную шерсть, если владелец предпочитает оставлять шерсть у своей собаки длинной, стоит хотя бы через день, во избежание спутывания и появления колтунов. При сушке шерсти феном следует выбирать максимально прохладный режим температуры, не пересушивая шерсть, иначе она станет ломкой. Частота груминга для поддержания салонной модельной стрижки составляет в среднем 1 раз в месяц-полтора.
Уши и зубы рекомендуется осматривать и чистить еженедельно.

## Воспитание и дрессировка
Интеллект русалок можно охарактеризовать как средний. Эти собаки поддаются обучению и успешно осваивают от 5 до 10 команд, которые могут быть постоянно использованы в быту или простых постановочных номерах (например, в танцах с собаками).
Собаки этой породы внимательны, заинтересованны в работе и настроены на контакт с хозяином, но обладают достаточно чувствительной психикой, поэтому при работе с ними следует использовать достаточно мягкие методы, это позволит достичь наиболее высоких результатов. Русалки чувствительны к тону и интонации голоса. Заниматься следует часто, регулярно, но при этом без длительных непрерывных занятий, чтобы не перегружать собаку.
Надо сказать, что заниматься с русалкой не только можно, но и нужно, так как занятия дрессировкой, обучение собаки новым навыкам является важным для собаки элементом социализации и построения контакта с хозяином, а для хозяина делает взаимодействие со своей собакой более простым и комфортным.